# 幽灵 (DC漫画)
幽灵（英語：Spectre）是一名DC漫畫旗下的虛構漫畫超級英雄兼反英雄。該角於《多趣漫畫》#52（1940年2月）首次登場，由傑瑞·席格與伯納德·貝利共同創作；雖然根據幾個消息來源指出，席格才是主要創作者，而貝利僅是設計角色外貌的藝術家。
幽灵本名為吉姆·柯瑞根（Jim Corrigan），即上帝的复仇之灵，有强大的力量，负责惩处世间的罪行。最初是后悔自己反叛上帝的恶魔阿兹塔尔（Aztar）。
他曾利用无数宇宙的魔法对抗反监视者但失败，附身在哈尔·乔丹身上时想杀死达克赛德但也未成功。

## 影視作品
- 吉姆·科里根（Jim Corrigan）出現在綠箭宇宙不同版本的電視影集：
  - 愛爾蘭演員埃米特・斯坎倫（Emmett J. Scanlan）描繪的康斯坦汀 (電視劇)（Constantine）中出現了吉姆·柯里根（Jim Corrigan）的Earth-1版本。 此版本是新奧爾良的一名警察。
  - 史蒂芬·羅波（Stephen Lobo）拍攝的Arrowverse交叉集無限地球危機 (綠箭宇宙)中出現了來自不知名地球版本。 他出現在煉獄中，將幽靈的力量傳遞給了奧利弗·昆恩（Oliver Queen），這樣他就可以從反監視者中拯救多元宇宙。